# Musca somalorum
Musca somalorum este o specie de muște din genul Musca, familia Muscidae, descrisă de Mario Bezzi în anul 1892.
Este endemică în Somalia. Conform Catalogue of Life specia Musca somalorum nu are subspecii cunoscute.